# Lars Bender
Lars Bender (Rosenheim, el 27 d'abril de 1989) és un exfutbolista alemany que jugava com a migcampista defensiu o lateral dret. Va jugar principalment per al Bayer Leverkusen de la Bundesliga, club del qual era capità.
Lars és el germà bessó de Sven Bender, qui també jugava pel Bayer Leverkusen. Internacional absolut amb la selecció d'Alemanya, destacava pel seu lideratge, el ritme de treball incansable i la seva resistència.